# Варсковское сельское поселение
Варсковское сельское поселение — муниципальное образование (сельское поселение) в Рязанском районе Рязанской области.
Административный центр — посёлок Варские.

## История
Варсковское сельское поселение образовано в 2006 г.

## Население
| 2010  | 2012  | 2013  | 2014  | 2015  | 2016  | 2017  |
| ----- | ----- | ----- | ----- | ----- | ----- | ----- |
| 2118  | ↘2098 | ↘2080 | ↘2068 | ↗2080 | ↗2116 | ↗2126 |
| 2018  | 2019  | 2020  | 2021  |       |       |       |
| ↗2199 | ↗2332 | ↗2536 | ↗2611 |       |       |       |

## Состав сельского поселения
| № | Населённый пункт | Тип населённого пункта          | Население |
| - | ---------------- | ------------------------------- | --------- |
| 1 | Варские          | посёлок, административный центр | 2044      |
| 2 | Красный Восход   | деревня                         | 59        |
| 3 | Лопухи           | деревня                         | 15        |